# Karapınar, Uzunköprü
Karapınar là một xã thuộc huyện Uzunköprü, tỉnh Edirne, Thổ Nhĩ Kỳ. Dân số thời điểm năm 2011 là 520 người. Sa population est de 419 habitants (2022).